# Šamorín
Šamorín (Duits: Sommerein, Hongaars: Somorja) is een kleine stad in Slowakije, gelegen ten noorden van de Donau, ten zuidoosten van Bratislava en dicht bij het drielandpunt met Oostenrijk en Hongarije. Het grootste deel van de bevolking spreekt er Hongaars. Šamorín telt zo'n 12.000 inwoners en heeft sinds 1405 stadsrechten. Tussen 1991 en 2013 onderhield Šamorín een stedenband met Leiderdorp in Nederland.

## Geschiedenis
De plaats werd voor het eerst vermeld in 1238, als ecclesia Sancte Mariae en was in de middeleeuwen een belangrijke haven aan de Donau. Dankzij een gunstige ligging en vruchtbare aarde ontwikkelde de landbouw zich in Šamorín en langs de Donau ontstonden talrijke scheepswerven. Echter, door de opmars van Bratislava verloor de stad steeds meer aan betekenis en uiteindelijk verloor het haar stadsrechten, die koning Sigismund van Hongarije de stad in 1405 verleende. In de zeventiende eeuw vestigde Šamorín de aandacht op zich door de heksenprocessen die er plaatsvonden.
Tot 1918 behoorde de stad tot het koninkrijk Hongarije en daarna tot het nieuw gevormde Tsjecho-Slowakije. Van 1938 tot 1945 behoorde de stad tijdelijk tot Hongarije.
In 2011 had Šamorín 12.726 inwoners (57% Hongaren). Tijdens de volkstelling van 2021 had de plaats 13.628 inwoners (51,33% Hongaren, 39,2% Slowaken).

## Bezienswaardigheden
- Gereformeerde kerk, oorspronkelijk katholiek. Gebouwd in de dertiende eeuw in laatromaanse stijl
- Katholieke kerk en voormalig klooster uit de achttiende eeuw in barokstijl
- Evangelische kerk uit 1784
- Synagoge, in 1912 in neoromaanse stijl
- Stadhuis in renaissancestijl

## Geboren
- Attila Pinte (1971), voetballer

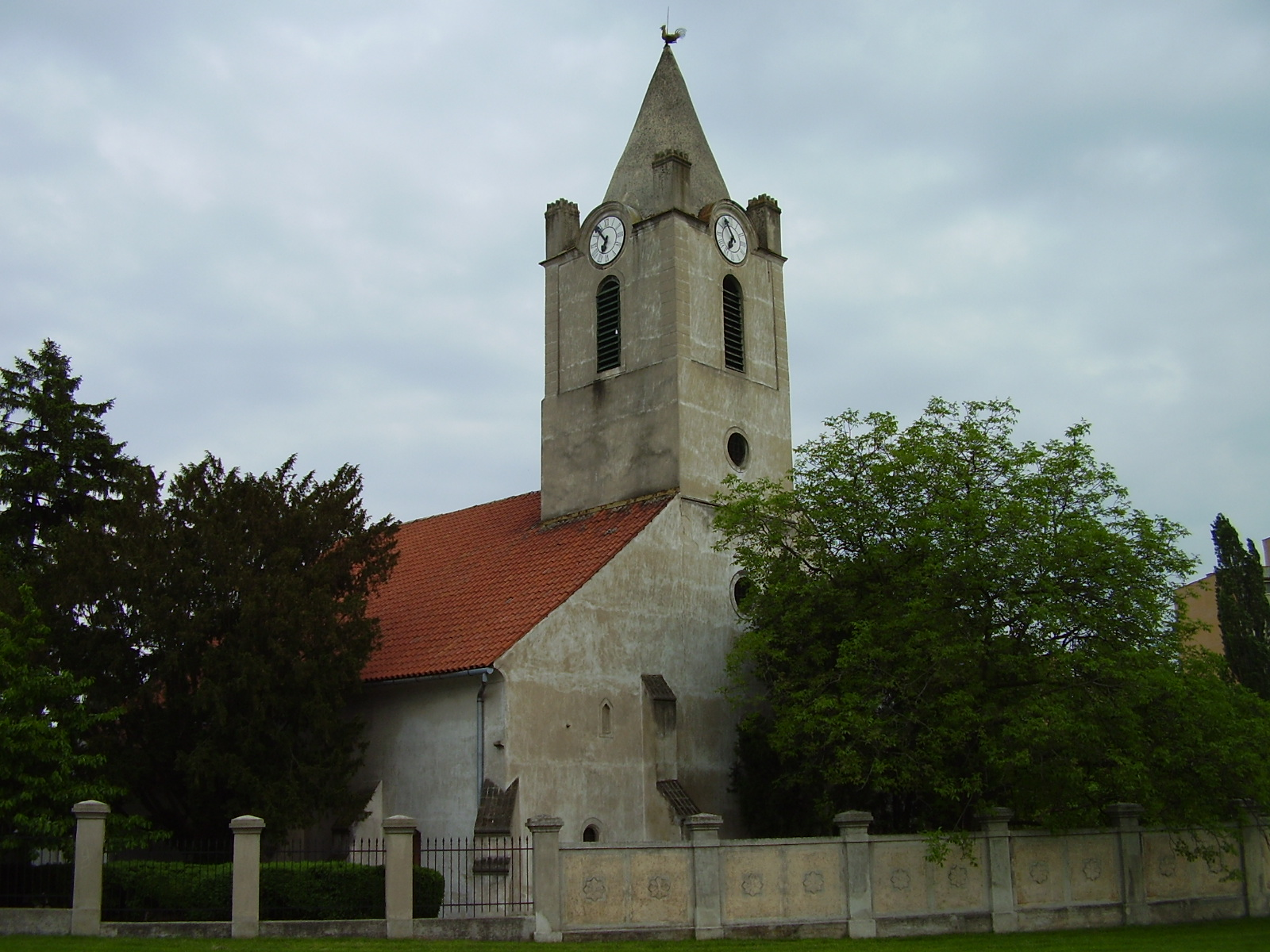
Gereformeerde kerk